# Heyday Films
Heyday Films é uma companhia de produção de filmes britânica, fundada em 1996 pelo produtor David Heyman em Londres.
O primeiro longa-metragem a ser produzido pela companhia foi Ravenous (1999); porém a companhia é mais notável por produzir os filmes da série Harry Potter. 

## Produções
- Ravenous (1999)
- Harry Potter and the Philosopher's Stone (2001)[4]
- Harry Potter and the Chamber of Secrets (2002)[5]
- Harry Potter and the Prisoner of Azkaban (2004)[6]
- Threshold (2005)
- Harry Potter and the Goblet of Fire (2005)[7]
- Harry Potter and the Order of the Phoenix (2007)
- I Am Legend (2007)
- The Boy in the Striped Pyjamas (2008)
- Is Anybody There? (2008)
- Yes Man (2008)
- Harry Potter and the Half-Blood Prince (2009)
- Harry Potter and the Deathly Hallows – Part 1 (2010)
- Harry Potter and the Deathly Hallows – Part 2 (2011)
- We're the Millers (2013)
- Gravity (2013)
- The Thirteenth Tale (2013)
- Turks & Caicos (2014)
- Salting the Battlefield (2014)
- Testament of Youth (2014)
- Paddington (2014)[8]
- The Light Between Oceans (2016)[9]
- Fantastic Beasts and Where to Find Them (2016)[10]
- Paddington 2 (2017)
- Fantastic Beasts: The Crimes of Grindelwald (2018)
- The InBetween (2019)
- Once Upon a Time in Hollywood (2019)
- The Capture (2019)
- Marriage Story (2019)
- The Adventures of Paddington (2019)
- The Secret Garden (2020)
- Clickbait (2021)
- Fantastic Beasts: The Secrets of Dumbledore (2022)
- Barbie (2023)
- Wonka (2023)